# Park Taesun
Park Taesun —en coreano: 박태순— (Shinchon, Hwanghae; 8 de mayo de 1942-30 de agosto de 2019) fue un escritor y ensayista surcoreano.

## Biografía
Estudió literatura inglesa en la Universidad Nacional de Seúl. Fue director de la Conferencia Nacional de Escritores. Fue parte de la «Generación del 19 de abril», un grupo de escritores que consiguió relevancia en la década de 1960 reflejando los valores asociados con la revolución estudiantil del 19 de abril de 1960.

## Obra
Los temas principales de Park Taesun son las costumbres y los hábitos de pensamiento asociados con la vida moderna en la ciudad, de los que tiene una visión crítica. Su obra más conocida es una serie de relatos cortos ambientados en las barriadas del distrito Oecheon, a las afueras de Seúl. El primero es En una colina de esta querida tierra [Jeongdaeun ttang eondeok wi]. Sin poderse ganar la vida en la ciudad y al mismo tiempo desconocedores de la vida del campo, la gente del distrito de Oecheon está a medio camino entre ambos ámbitos y tiene que luchar para mantener su existencia material y el sentido de identidad. Describiendo su alienación, el escritor ofrece paisajes poco halagadores de la urbanización rápida y sin sentido de equilibrio o respeto por la vida. Su crítica a la cultura urbana también puede advertirse en Los hermanos del señor Dan [Danssiui hyeongjedeul] (1975). El relato revela cómo la vida de la ciudad erosiona el espíritu de hospitalidad y compasión humana hasta el punto de que el único sentimiento de comunidad que se mantiene es el de la propia familia. Lo que hace atrayente la descripción de las vidas de los desfavorecidos es el reconocimiento de la fortaleza individual para superar la adversidad. Con un fino oído para los coloquialismos y modismos locales del habla, Park Taesun describe la gente de los márgenes de la sociedad de una forma emotiva y solidaria.
En Noche en una montaña pelada [Beolgeosungi sanui harutbam] (1977), se aleja de las simples descripciones de la gente pobre de la ciudad para defender la responsabilidad social. Desarrolla una visión que llega más lejos en La juventud de un historiador [Eoneu sahakdoui jeolmeun sijeol], que se publicó de forma serializada en la publicación La generación [Sedae] desde 1977 a 1978. Un retrato detallado de la vida y las tradiciones de la sociedad coreana en la primera mitad de los cincuenta, la novela trata de tres personajes principales que respectivamente personifican el principio de la acción, la experiencia y la cultura. Cada uno sueña una utopía, pero forjan un sentido de destino común a través de sus interacciones. La obra sugiere que la solidaridad se puede alcanzar no solo entre intelectuales que difieren en temperamentos y puntos de vista, sino también entre intelectuales y la gente de la clase obrera.
Park Taesun también ha traducido literatura de otros países al coreano, incluyendo los poemas de Langston Hughes, Past's Conceived in Liberty, Oliver's Story de Erich Segal y una recopilación de poesía palestina. También ha escrito un volumen de ensayos de viajes titulado La tierra y la gente [Gukto wa minjung].

## Obras en coreano
- Una relación amorosa (Yeonae, 1966)
- El carro de tres caballos (Samdu macha, 1968)
- Teatro en ruinas (Muneojin geukjang, 1968)
- Media luna durante el día (Naje naon bandal, 1969)
- La mujer del dictador (Dokjaejaui anae, 1970)
- La excursión (Eotteon oechul, 1971)
- Incontinencia (Silgeum, 1977)
- Palabras sin decir en el corazón (Gaseum soge namainneun micheo haji mothan mal, 1977)
- El viento que sopló ayer (Eoje buldeon baram, 1979)
- El arirang de Jeongseon (1974)
- El mundo y la gente (Gukto wa minjung)

## Premios
- Premio literario Hankook Ilbo (1988)
- Premio literario Yeo-San (1998)